# Cabezas del Pozo
Cabezas del Pozo ist ein zentralspanischer Ort und eine Gemeinde (municipio) mit 82 Einwohnern (Stand: 2024) in der Provinz Ávila in der Autonomen Region Kastilien-León.

## Lage und Klima
Cabezas del Pozo liegt auf der Südseite der Sierra de Gredos in der Provinz Ávila in einer Höhe von ca. 845 m.
Die Entfernung nach Ávila beträgt knapp 58 km (Fahrtstrecke) in südsüdöstlicher Richtung. Das Klima ist gemäßigt bis warm; der Regen (ca. 461 mm/Jahr) fällt mit Ausnahme der trockenen Sommermonate übers Jahr verteilt.

## Bevölkerungsentwicklung
| Jahr      | 1970 | 1981 | 1991 | 2001 | 2011 | 2021 |
| Einwohner | 353  | 274  | 226  | 137  | 87   | 68   |

## Sehenswürdigkeiten

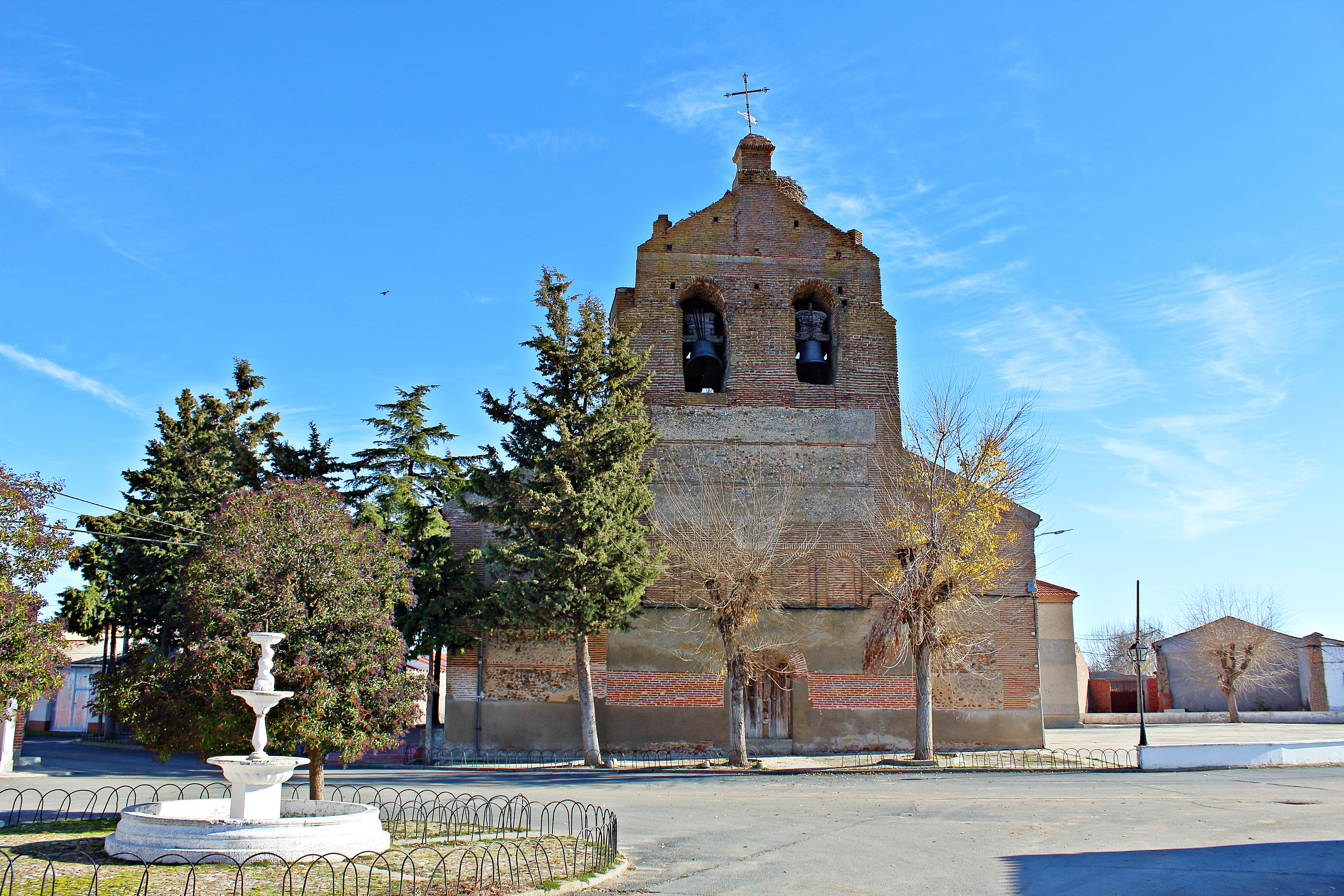
Kirche Mariä Himmelfahrt
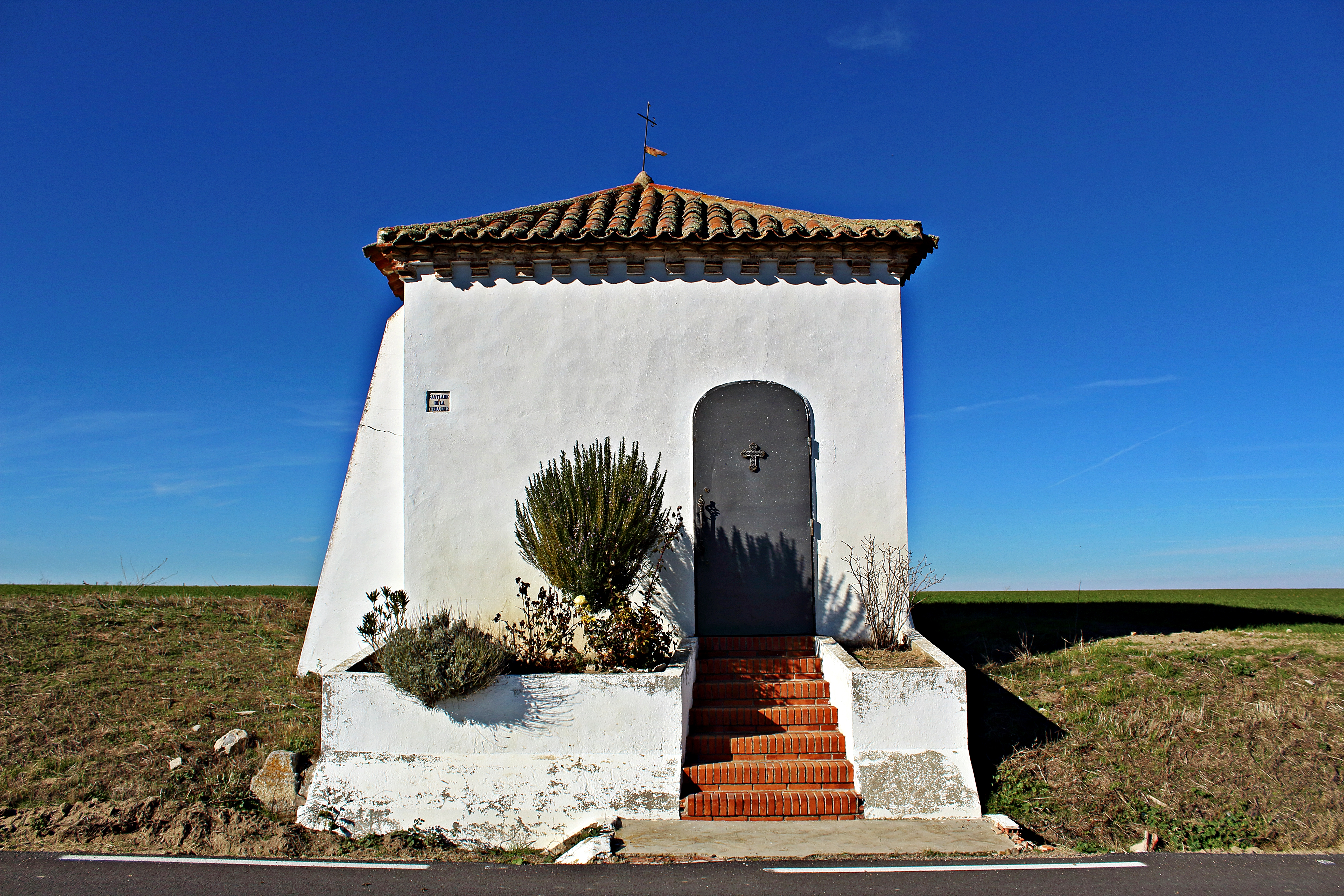
Kreuzesheiligtum
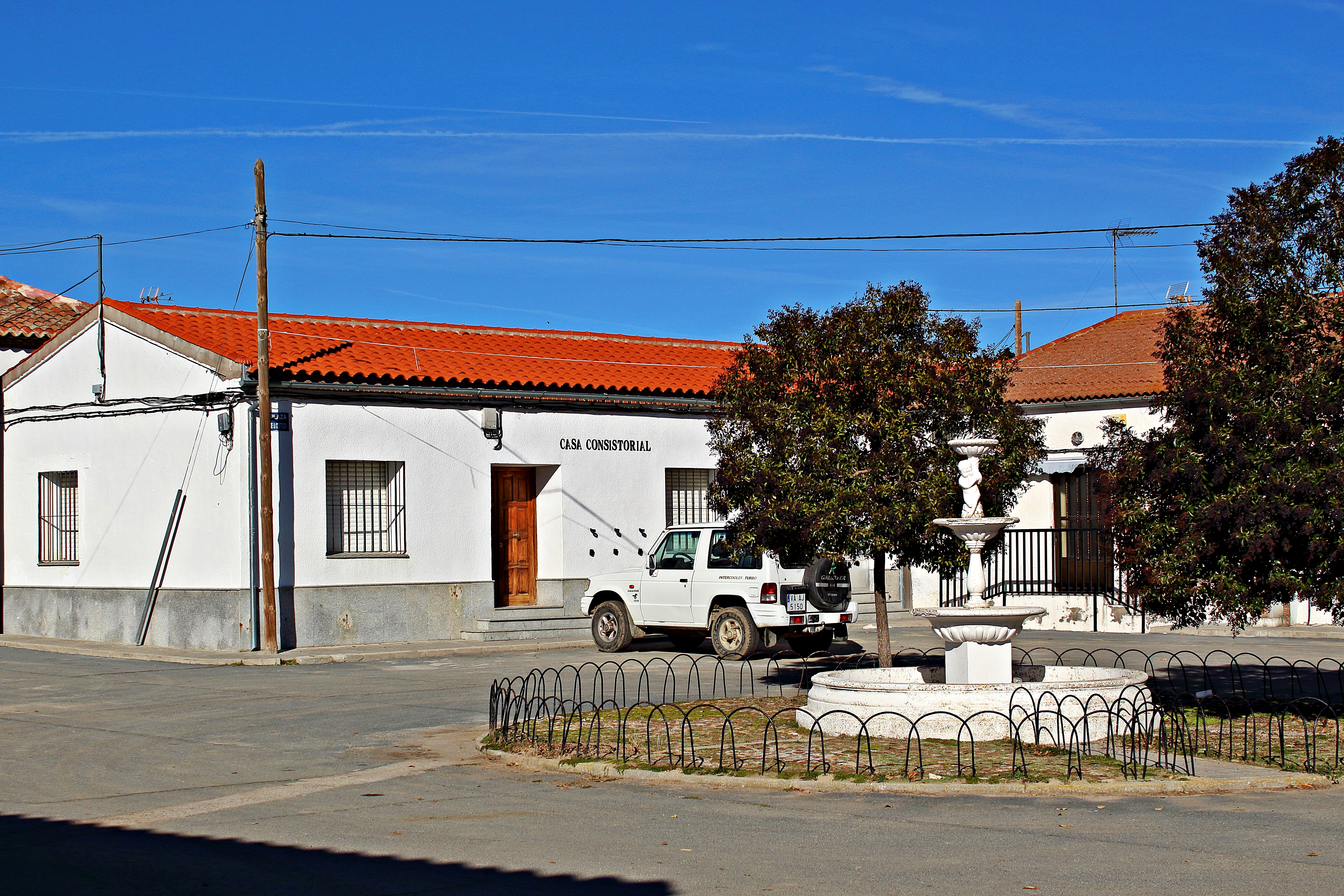
Rathaus

- Kirche Mariä Himmelfahrt
- Kreuzesheiligtum
- Rathaus